# Dia de Trafalgar
O Dia de Trafalgar é a celebração da vitória conquistada pela Marinha Real, comandada pelo Vice-Almirante Horatio Nelson sobre as frotas combinadas francesa e espanhola na Batalha de Trafalgar em 21 de outubro de 1805. A formação da Liga da Marinha, em 1894, deu um ímpeto adicional ao movimento ao reconhecer o legado de Nelson e grandes celebrações foram feitas na Trafalgar Square no Dia de Trafalgar, em 1896. Foi amplamente comemorada por paradas, jantares e outros eventos durante boa parte do Império Britânico no século XIX e o início do século XX. Ainda é amplamente celebrado nas marinhas das Commonwealth.
Sua celebração pública declinou depois do fim da Primeira Guerra Mundial em 1918. As baixas maciças e as reviravoltas tinham mudado a percepção pública geral da guerra como uma fonte de vitórias gloriosas para uma visão mais sombria desta como uma tragédia, para o qual o recém instituído Dia do Armistício, em 11 de novembro, foi criado. Entretanto, o dia de Trafalgar foi ainda marcado como um dia público a cada ano. Em torno de 1993 foi divulgado o boato de que o governo de John Major poderia fazer dele um dia de feriado público em lugar do Dia do Trabalhador, e este plano tinha sido revivido na Estratégia de Turismo de 2011 criada pelo governo Cameron/Clegg.
O ano de 2005 foi o bicentenário de Trafalgar e a Marinha Real conduziu as celebrações de Trafalgar 200. A Revisão da Frota Internacional de 2005 continuou em Spithead no Solent em 28 de junho que foi a primeira desde 1999 e a maior desde o Jubileu de Prata de 1977 de Sua Majestade A Rainha.

## Celebrações britânicas

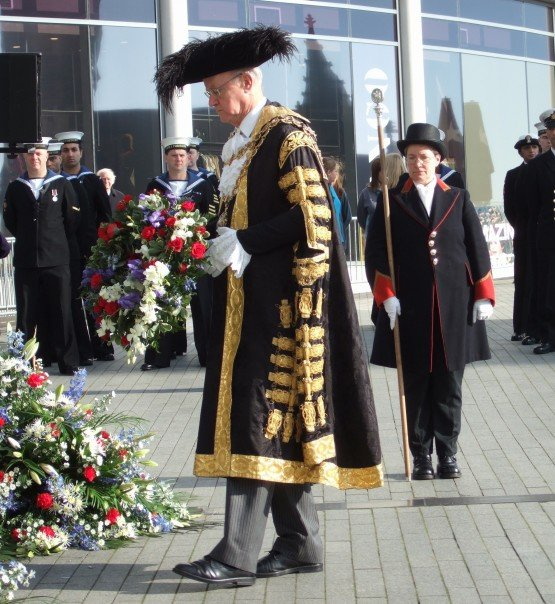
O Senhor Prefeito de Birmingham lança uma coroa na estátua de Birmingham de Lorde Nelson no Dia de Trafalgar 2007.

O Cadetes do Mar do Reino Unido frequentemente celebra este dia com uma parada em um povoado.
Em Birmingham, o aniversário é celebrado por uma cerimônia na estátua de Lorde Nelson no Bull Ring. A estátua na mais velha estátua de Lorde Nelson no Reino Unido. A cerimônia é conduzida pelo Senhor Prefeito de Birmingham e envolve homens e mulheres da HMS Forward, Unidade de Cadetes do Mar de lado a lado da West Midlands e várias organizações cívicas incluindo The Nelson Society e The Birmingham Civic Society. Depois há uma coroa depositada por organizações civis e navais; uma parada marcha para Victoria Square, a praça pública na frente do assento do governo local, onde o Senhor Prefeito recebe as continências.
Um outro aspecto intrigante da celebração de Birmingham, é que a estátua é majestosa com guirlandas de louros e flores, sem dúvida devido à sua localização ao lado dos mercados de flores de venda por atacado de Birmingham. Esta tradição foi continuada durante a maioria do século XIX e foi revivida em 2004.

## Celebrações Internacionais
A vitória é celebrada a cada ano no povoado australiano de Trafalgar, Victoria, no qual o pequeno povoado de 2.200 pessoas mantém um Festival Anual da Batalha da Trafalgar com o Busto do Dia de Trafalgar segurado na sexta-feira ou sábado mais próximo a 21 de outubro de cada ano.